# Enver Necdet Egeran
 (avril 2019).
Enver Necdet Egeran (né en 1907 à Paphos au sein de la colonie britannique de Chypre et mort en 2005 à Istanbul) est un géologue et homme d'affaires turc.
Il a suivi l'enseignement secondaire à Chypre, puis a poursuivi ses études de 1927 à 1931 à la Zonguldak High School of Mining Engineering, l'école d'ingénierie et des Mines de Turquie, et obtenue un doctorat en géologie minérale et pétrole. Il a passé sa thèse à l'Université de Nancy. 
Repéré par Mustafa Kemal Atatürk, il a été envoyé en France pour travailler dans l'administration durant 25 ans, et a dirigé la firme exploratrice Mine and Oil et trouva des gisements au Moyen-Orient.
À sa retraite, il occupa durant 12 ans les fonctions de directeur général d’une société pétrolière américaine. En parallèle il dirigea son propre cabinet de conseil pendant 23 ans.
En 1960, il a été président du Rotary Club d'Ankara et en 1965, grand maître de la Grande Loge de Turquie.

## Ouvrages
- Tectonique de la Turquie et relations entre les unités tectoniques et les gites metalliferes de la Turquie: thèse, Nancy, 1947
- Le vrai visage de la Franc-maçonnerie (Gerçek Yüzüyle Masonluk), 1996[5]
- La franc-maçonnerie mise à jour (üncelleşen masonluk), 2000[6].